# گوتابایا راجاپاکسا
گوتابایا راجاپاکسا (انگلیسی: Gotabaya Rajapaksa؛ زادهٔ ۲۰ ژوئن ۱۹۴۹) هدایت ارتش سری‌لانکا را در مقابله با ببرهای تامیل تا پایان جنگ داخلی سریلانکا برعهده داشت. در خانواده‌ای که از مقامات حکومتی بودند در استان جنوبی (سری‌لانکا) متولد شد، راجاپاکسا در کالج آناندا و کالج کلمبو تحصیل کرد و بعد در آوریل ۱۹۷۱ به ارتش سریلانکا پیوست و وارد آکادمی ارتش سریلانکا شد.
در ۲۰۱۸ در انتخابات ریاست‌جمهوری سریلانکا (۲۰۱۹) کاندیدای ریاست‌جمهوری شد و توانست با به چالش کشیدن طرفداری ملی، توسعه اقتصادی و امنیت ملی به پیروزی دست یابد. وی اولین کسی است که سابقه نظامی دارد و به عنوان رئیس‌جمهور سریلانکا انتخاب می‌شود و همچنین اولین کسی است که به عنوان رئیس‌جمهور انتخاب می‌شود که پیش از این سابقه منتخب شدن در این امور را نداشته است.